# Rho-Kinase 1
Rho-Kinase 1 (auch p160ROCK, Gen: ROCK1) ist ein Enzym, das mehrere andere Enzyme durch Phosphorylierung aktiviert, sobald es selbst mit dem kleinen G-Protein Rho A eine Bindung eingegangen ist. Es ist daher wesentlicher Bestandteil der Signaltransduktion. Rho-Kinase ist so an der Regulation verschiedener Zellfunktionen beteiligt, wie der Kontraktion glatter Muskelzellen, der Organisation des Aktin-Zytoskeletts, der Zelladhäsion, der Zellwanderung, der Zytokinese, der Zellvermehrung und der Wanderung von Entzündungs-Zellen.
Die Rho-Kinasen haben sich mit den Zweiseitentieren entwickelt. Beim Menschen ist die Rho-Kinase 1 im Zytoplasma, in der Membran der Golgi-Apparate und während der S-Phase in den Zentriolen lokalisiert, besonders aber in Thrombozyten. Frisch gebildete Rho-Kinase 1 hemmt sich selbst durch Bindung des katalytischen Zentrums an das C-Ende. Diese Hemmung wird durch Bindung an Rho (reversibel) oder durch Abtrennung des Endes (irreversibel) aufgehoben. Diese Abtrennung wird insbesondere beim Zelltod durch das Enzym Caspase-3 katalysiert, wodurch sich letztendlich die Membran ausbeult (blebbing).
Fasudil, Ripasudil, Netarsudil und Belumosudil sind spezifische Enzyminhibitoren der Rho-Kinase. Y-27632 ist ebenfalls ein Enzyminhibitor und wird zur Erzeugung konditional reprogrammierter Zellen verwendet.
Netarsudil wird in der Augenheilkunde bereits klinisch zur Augendrucksenkung bei Glaukom erfolgreich angewendet, und als Kombinationspräparat zusammen mit Latanoprost unter dem Handelsnamen Roclanda vermarktet.